# Sequência (cinema)
Sequência, em cinema, é um conjunto de planos e cenas que formam uma única e coerente unidade de ação dramática. Muitos autores comparam a sequência de um filme narrativo com o capítulo de um romance, já que ambos, sequência e capítulo, possuem ações independentes completas, com inícios, meios e fins aparentes, e ambos concluem com uma espécie de clímax dramático.
Muitas sequências são unificadas também por se passarem em um único local ou em espaços contíguos, e ainda por uma continuidade cronológica. É o caso de sequências de perseguição em um western ou filme de aventuras, ou mesmo de uma sequência romântica em que um casal de personagens se encontra, se envolve e termina por fazer amor. Mas, em geral, uma sequência não precisa ter uma única localização, e sua cronologia pode ser ambígua, desde que se mantenha a unidade dramática. É o que acontece em sequências de montagem paralela, como a sequência do batizado e dos assassinatos em O Poderoso Chefão (1971).
Diferentemente da cena, que é um trecho de filme caracterizado pela unidade de espaço e tempo, a sequência é "um momento facilmente isolável da história contada por um filme: uma série de acontecimentos cujo conjunto é fortemente unitário".

## Sequência como "continuação"
Em português, utiliza-se também a palavra sequência para se referir a um filme que é uma continuação de outro - uma nova obra que, muitas vezes, se inicia no ponto em que uma anterior se encerrou, como no caso de "Tubarão", "48 horas", "Homem aranha", etc. Note-se que, em inglês, utilizam-se duas palavras diferentes: sequence para a unidade do filme e sequel para a continuação de um filme. Em função disso, em Portugal o termo sequela também tem sido usado no sentido de continuação.